# Parafia św. Stanisława Kostki w Coventry
Parafia św. Stanisława Kostki w Coventry – polska parafia rzymskokatolicka w Coventry w Wielkiej Brytanii. Początkowo służyła kombatantom Polskich Sił Zbrojnych na Zachodzie a nabożeństwa odbywały się w kościołach angielskich. Polska wspólnota katolicka w Coventry własnej świątyni doczekała się w 1961 roku. Jej konsekracji dokonał 9 grudnia 1961 arcybiskup Birmingham Francis Grimshaw.

## Bibliografia

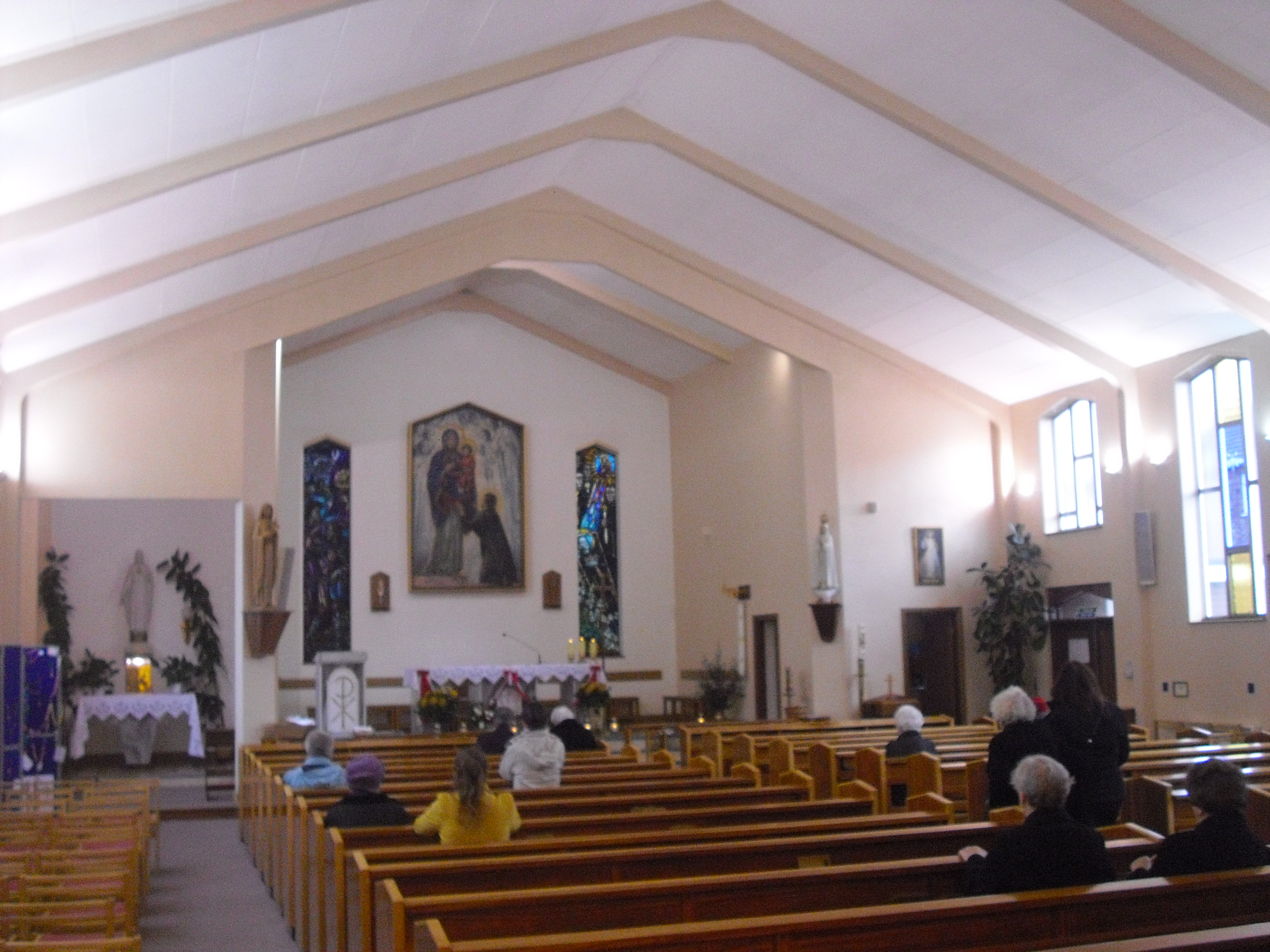
Wnętrze kościoła